# Naoya Ogawa
Naoya Ogawa (jap. 小川直也 Ogawa Naoya; ur. 31 marca 1968 w Tokio) – utytułowany japoński judoka, także wrestler i zawodnik mieszanych sztuk walki (MMA). Czterokrotny mistrz świata i wicemistrz olimpijski w judo.

## Kariera

### Judo
Trenować judo zaczął w szkole średniej. W 1987 roku w wieku 19 lat zdobył złoty medal na mistrzostwach świata w Essen w kategorii open, zostając tym samym najmłodszym mistrzem świata w historii judo. W sumie w latach 1987–1995 na pięciu kolejnych mistrzostwach świata zdobył 7 medali (w tym 4 złote) w kategoriach powyżej 95 kg i open. W 1988 roku został również mistrzem Azji (kat. open).
Dwukrotnie reprezentował Japonię na igrzyskach olimpijskich. W 1992 roku w Barcelonie zdobył srebrny medal w kategorii powyżej 95 kg, przegrywając jedynie z Gruzinem Dawitem Chachaleiszwilim. Cztery lata później w Atlancie zajął 5. miejsce.

### Wrestling
Po zakończeniu startów w judo w 1997 roku, namówiony przez Antonio Inokiego, rozpoczął karierę wrestlera. Występował m.in. dla organizacji NJPW, UFO i HUSTLE, zdobywając sobie pozycję jednej z gwiazd japońskiego wrestlingu. Rozgłos przyniosła mu w szczególności rywalizacja z innym popularnym zapaśnikiem, Shinyą Hashimoto. Od 2007 roku jest związany z organizacją IGF.

### Mieszane sztuki walki
Swój pierwszy oficjalny pojedynek na zasadach MMA zanotował w 1997. W latach 1999–2005 stoczył 6 walk dla największej ówcześnie organizacji MMA na świecie, PRIDE FC. W swoich pierwszych występach pokonał przez poddanie Gary’ego Goodridga i Masaakiego Satake.
W 2004 roku wziął udział w turnieju PRIDE Heavyweight Grand Prix Final. Odpadł w półfinale, przegrawszy przez poddanie (dźwignia prosta na staw łokciowy) z mistrzem PRIDE w wadze ciężkiej, Fiodorem Jemieljanienko.
Swoją ostatnią walkę w MMA stoczył na gali PRIDE Shockwave 2005 przeciwko innemu wybitnemu japońskiemu judoce, Hidehiko Yoshidzie; przegrał przez poddanie na skutek dźwigni na staw łokciowy.